# Johann Schenk zu Schweinsberg
Johann Schenk zu Schweinsberg (* 1460; † 1506) aus dem Geschlecht der Herren Schenck zu Schweinsberg war ein hessischer Adliger, landgräflich-hessischer Marschall, kaiserlicher und Reichsrat und Ritter vom Heiligen Grab.

## Familie
Johann war ein Sohn des Guntram Schenk zu Schweinsberg († 1463) und dessen Frau Else Wais geb. von Feuerbach († 1492). Er war verheiratet mit Margaretha geb. von Schlitz gen. von Görtz († 31. Mai 1503), Tochter des Constantin von Schlitz gen. von Görtz († 1474/79) und der Katharina geb. von Thüngen († nach Mai 1476). Der Ehe entstammte ein Sohn, Gunthram, Ahnherr des jüngeren Stammes der Familie Schenk zu Schweinsberg.

## Leben
Johann („der Jüngere“) stand zunächst in kurmainzischem Dienst, wurde dann jedoch 1467 hessischer Amtmann in Kirchhain. Von 1473 bis 1499 war er Marschall der oberhessischen Landgrafen Heinrich III. und Wilhelm III. Im Jahre 1473 befehligte er die hessischen Truppen, die während der Kölner Stiftsfehde dem Stiftsverweser Hermann von Hessen, dem Bruder des Landgrafen Heinrich III., zu Hilfe kamen, die Stadt Brilon im Herzogtum Westfalen aber nicht erobern konnten, und 1479 befehligte er die hessischen Reiter und Fußtruppen in einem kurzen Krieg mit dem Fürstbischof von Hildesheim.
Von 1483 bis 1489 war er einer der Statthalter, die unter der Führung des Erzbischofs Hermann IV. von Köln, Onkel des noch unmündigen Landgrafen Wilhelm III., und des Marburger Hofmeisters Hans von Dörnberg die Regierungsgeschäfte der Teil-Landgrafschaft Niederhessen führten.
Beim Reichstag zu Worms im Jahre 1495, bei dem die hessischen Vettern Wilhelm II., „der Mittlere“ und Wilhelm III., „der Jüngere“, vom römisch-deutschen König Maximilian mit Niederhessen bzw. Oberhessen belehnt wurden, ritt er den beiden mit einer Eskorte voraus.
Auf dem Augsburger Reichstag von 1500 wurde er als einer von sechs Vertretern für den Oberrheinischen Reichskreis in das kurzlebige Reichsregiment gewählt. Da Landgraf Wilhelm III. kurz zuvor nach einem Jagdunfall verstorben war, fiel Oberhessen an dessen Vetter Wilhelm II., der damit die gesamte Landgrafschaft Hessen wieder in einer Hand vereinigte. Johann Schenk zu Schweinsberg trat daraufhin in die Dienste des Kölner Erzbischofs Hermann IV. und war auf der Reichsversammlung 1501 in Nürnberg kurkölnischer Gesandter.

## Burg Hermannstein und die Hermannsteiner Linie
Im Jahre 1481 erwarb Johann, mit Einwilligung des Landgrafen Heinrich III., der die Burg 15 Jahre zuvor für 200 rheinische Gulden in einem Schuldbrief und 700 Gulden in bar an den Amtmann Ludwig von Mudersbach (Sohn von Daniel von Mudersbach) und dessen Frau Liese verpfändet hatte, für 900 Gulden von Mudersbachs Witwe die Burg Hermannstein bei Wetzlar mit allem Zubehör und erhielt sie dann von Heinrich III. für weitere 4000 Gulden als ein an den Landgrafen heimfallendes Lehen. Die Ansprüche der Grafen von Solms-Braunfels auf eine Hälfte der Burg Hermannstein wurden insoweit anerkannt und bereinigt, dass sie diese Hälfte vom Landgrafen zu Lehen nahmen und sie sofort an Johann Schenk zu Schweinsberg als Afterlehen weitergaben. Johann und seine Gemahlin Margaretha residierten seitdem auf Hermannstein, und ihre Nachfahren bezeichneten sich daher später als Hermannsteiner Linie. Diese Linie schrieb ihren Namen meist nur mit „k“ (nicht mit „ck“).

## Schweinsberg
In Schweinsberg ließ Johann im Jahr 1482 die Burg Schweinsberg vom landgräflichen Festungsbaumeister Hans Jakob von Ettlingen nach neuesten Erfordernissen der Kriegskunst ausbauen. Im Ort selbst wurde während Johanns Herrschaft 1491–1492 die noch heute erhaltene Dorfkirche, nach der Reformation Paulskirche genannt, erbaut.